# Protaetia karelini
Protaetia karelini es una especie de escarabajo del género Protaetia, familia Scarabaeidae. Fue descrita científicamente por Zoubkov en 1829.
Especie nativa de la región paleártica. Habita en Ural y Kazajistán.